# Last Days of Humanity
Last Days of Humanity, abrégé LDOH, est un groupe de goregrind néerlandais, originaire de Uden, Brabant-Septentrional. Il s'agit de l'un des plus fameux groupes représentants de la scène goregrind, tout comme Impetigo ou Regurgitate. Le groupe existe depuis 1989.

## Biographie
Last Days of Humanity se forme en 1989, à Uden aux Pays-Bas,. Le groupe se compose d'un duo de voix, pour ensuite muer en trio. Après 2 démos (la première éponyme et la seconde intitulée Human Atrocity) et quelques splits, le groupe signera en 1998 chez Bones Brigade, et y sortira quelques albums remarqués. Leur son étaient très typé grindcore dans le style Napalm Death, mais sur les deux derniers albums, In Advanced Haemorrhaging Conditions et Putrefaction in Progress, le chaos est total : la batterie est exagérément rapide, la guitare et la basse saturées a l'extrême de façon que l'on ne puisse plus discerner les notes, et les hurlements du chanteur sont pitchés a l'extrême. 
Au fil des albums, le groupe testera différents niveaux de distorsions vocales (différente sur chaque split et chaque album). Leur technique a également beaucoup évolué, notamment au niveau des guitares. Les différents batteurs qu'ont connu le groupe étaient tous extrêmement rapides, le plus notoire d'entre eux étant Marc Palmen (en référence, on pourrait citer ses performances techniques sur le titre A Divine Proclamation of Finishing The Present Existence sur leur dernier album Putrefaction in Progress).

## Style musical et image
Le groupe est connu pour jouer à une vitesse extrêmement élevée, ainsi que pour ses nombreux changements de line-up ainsi que les voix pitchées à l'extrême : une pléthore de hurlements gores scandés à l'unisson par le chanteur, vacarme assourdissant mais complaisant, sa technique est comparable à celle des hurleurs des Anis, c'est-à-dire qu'il favorise les hurlements macabres et rauques aux hurlements stridents typiques du black metal.
Les pochettes du groupe sont de véritables photographies de cadavres atrocement mutilés (un corps avec le cerveau hors de la boîte crânienne pour Hymns of Indigestible Suppuration et un cadavre d'homme mutilé sur le verso de la pochette de The XTC of Swallowing Feaces).

## Membres

### Membres actuels
- Marc Palmen - chant (depuis 2010)[3]
- Erwin de Wit - chant (depuis 2010)[3]
- William Van De Ven - guitare (depuis 2010)[3]
- Joep Van Raak - batterie (depuis 2010)[3]
- Melanie Stamp - basse

### Anciens membres
- Hans Smith - chant (1989-2006)[3]
- Boris Cornelissen - chant
- Bart Boumans - chant
- Erwin de Groot - chant
- Cody Black - chant
- Anna - guitare
- Mark Snijders - guitare
- Bas van Geffen - guitare
- Dennis Dekkers - basse
- Martie van Sinten - basse
- Rogier Kuzee - basse
- Emiel - batterie
- Glen Jagers - batterie
- Jeremy Blue - batterie
- Rutger Noij - batterie
- Nicholas Alconcher - batterie
- Niels Bonneveld - batterie

## Discographie

### Albums studio
- 1998 : Sounds of Rancid Juices Sloshing Around Your Coffin (Bones Brigade Records)
- 1999 : Hymns of Indisgestible Suppuration (Bones Brigade Records)
- 2006 : Putrefaction in Progress (Bones Brigade Records)

### Démos
- 1992 : Last Days of Humanity

1. Intro: Dead Can Dance
2. The Dawn Has Come
3. J.D.G. Fuck Off And Die
4. From The Sky
5. Lost
6. Go Away
7. Destroyed
8. Spirits From The Dead
9. The End Of All
10. Last Days Of Humanity
11. Smell Red Alert
12. From The Inside
13. Rotten Corpses
14. Inhuman Act
15. Misanthrope
16. Terrormachine
17. Burn To Ash
18. Broken Dreams
19. Murdering Scum
20. Molecular Disembowelment
21. Dark Circles
22. Toxic Death
23. War Command
24. Eye For An Eye
25. The Perpetual Cycle
26. Dreams Of An Afterlife
27. Slabs Of Meat
28. Show Of Mutilation
29. Decay
30. Festering Slime
31. Broken In Two
32. Leave No Trace
33. Prophetic Vision
34. Concussion Of The Brain
35. Throne Of Blood
36. Spool
37. Which Way
38. Subject To Suffer
39. Dark Clouds
40. Flash Back
41. Church Of Lies
42. Self Dismemberment
43. 30024
44. Obstinatee
45. A Bitter Taste
46. Shadows From The Past
47. Mangled Remains
48. Infanticide
49. Parasites
50. Meatcheaver
51. Darkland
52. Souls
53. Warped Life
54. Silent Words
55. No Use
56. Mouthful Of Guts
57. Rotten Stench
58. Putrefaction Remains
59. Darkning Visions
60. From The Past
61. Into The Unknown
62. Again And Again
63. Blood Of The Evil One
64. Basement Killer
65. Human Erosion
66. Sparkle Of Hope
67. Titanium Door
68. Skulfucking Zombies
69. Vermin
70. Land Of Doom
71. Corridor Of No End
72. Realms Of A Dying Sun

### EPs
- 2005 : In Advanced Haemorrhaging Conditions (Bones Brigade Records)
- 2019 : The Complicated Reflex and Depraved Scent of the Retrograde Reflux in Formula (Bizarre Loprus Productions)

### Albums live
- 2004 : The XTC of Swallowing Feaces (Bones Brigade Records)
- 2012 : Sounds of Rancid Juices Sloshing Around Einhoven (live split avec Necrocannibalistic Vomitorium)

### Splits
- 1994 : Vulgar Degenerate / Last Days of Humanity (Gulli Records)
- 1995 : Pathological Dreams (split avec Confessions of Obscurity)
- 1996 : Defleshed by Flies (split avec Rakitis ; Morbid Records)
- 2000 : Regurgitate / Last Days of Humanity (compilation de Defleshed by Flies (split avec Rakitis), du split avec Vulgar Degenerate et de la seconde démo Human Atrocity)
- 2000 : Splitted Up For Better Digestion! (split avec Morgue ; Evil Biker Records)
- 2001 : Choked in Anal Mange (split avec Cock and Ball Torture ; Fleshfeast Records/Unmatched Brutality)
- 2001 : 138 Minutes Body Disposal (split avec Stoma)
- 2003 : Dutch Assault (split avec Suppository, S.M.E.S. et Inhume ; Relapse Records)
- 2004 : Lymphatic Phlegm / Last Days of Humanity (split avec Lympathic Phlegm ; Black Hole Proudctions)

### Best-of et compilations
- 2001 : Comeback of Goregods : Tribute to Regurgitate (Bizarre Leprous Production)
- 2007 : Rest in Gore, 1989-2006 (Bones Brigade Records)
- 2010 : Goresurrection (Grind Block)
- 2010 : Human Atrocity (compilation des deux démos de L.D.O.H.)